# Ytalo Manzo
Ytalo Manzo (Puno, 4 de agosto de 1974) es un exfutbolista y entrenador peruano. Jugaba como guardameta y es hijo de Rodulfo Manzo, también exfutbolista.

## Clubes

### Como futbolista
| Club                       | País | Año       |
| -------------------------- | ---- | --------- |
| Internazionale             | Perú | 1990      |
| América Cochahuayco        | Perú | 1994      |
| Guardia Republicana        | Perú | 1995      |
| Alianza Atlético           | Perú | 1997      |
| Coronel Bolognesi          | Perú | 1998-1999 |
| Defensor UNTAC             | Perú | 1999      |
| Deportivo Garcilaso        | Perú | 2000      |
| Coronel Bolognesi          | Perú | 2001-2003 |
| Atlético Universidad       | Perú | 2004      |
| Coronel Bolognesi          | Perú | 2005      |
| Alfonso Ugarte             | Perú | 2006      |
| Deportivo Municipal        | Perú | 2007      |
| Deportivo Municipal (Puno) | Perú | 2007      |
| Diablos Rojos              | Perú | 2008      |
| Unión Carolina             | Perú | 2008      |
| UTC de Cajamarca           | Perú | 2008      |
| Alianza Unicachi           | Perú | 2011      |

### Como entrenador
- Datos actualizados al último partido dirigido el 21 de febrero de 2022.

| Equipo                | Div.       | Torneo        | Partidos | Partidos | Partidos | Partidos | Partidos | Partidos | Partidos | Partidos    |
| Equipo                | Div.       | Torneo        | PD       | PG       | PE       | PP       | GF       | GC       | DG       | Rendimiento |
| --------------------- | ---------- | ------------- | -------- | -------- | -------- | -------- | -------- | -------- | -------- | ----------- |
| Unión Comercio · Perú | 2ª         |               |          |          |          |          |          |          |          |             |
| Unión Comercio · Perú | 2ª         | Liga 2 2020   | 7        | 3        | 1        | 3        | 9        | 10       | -1       | 33.34%      |
| Total club            | Total club | Total club    | 7        | 3        | 1        | 3        | 9        | 10       | -1       | 37,25%      |
| Sport Boys · Perú     | 1ª         |               |          |          |          |          |          |          |          |             |
| Sport Boys · Perú     | 1ª         | Fase 2 2021   | 9        | 4        | 4        | 1        | 16       | 12       | +4       | 33.34%      |
| Sport Boys · Perú     | 1ª         | Apertura 2022 | 3        | 0        | 1        | 2        | 1        | 4        | -3       | 0%          |
| Total club            | Total club | Total club    | 12       | 4        | 5        | 3        | 17       | 16       | +1       | 37,25%      |
| Total                 | Total      | Total         | 19       | 7        | 6        | 6        | 26       | 26       | 0        | 30.31%      |

## Palmarés

### Como futbolista
| Título           | Club                | País | Año  |
| ---------------- | ------------------- | ---- | ---- |
| Segunda División | Guardia Republicana | Perú | 1995 |
| Copa Perú        | Sport Bolito        | Perú | 2001 |